# Karl Arndt (Kunsthistoriker)
Karl Arndt (* 22. August 1929 in Hannover; † 10. September 2018 in Emden) war ein deutscher Kunsthistoriker und Ordinarius für Kunstgeschichte an der Universität Göttingen.

## Leben und Wirken
Arndt wurde 1929 als ältester Sohn eines Juristen und Vorstandsvorsitzenden einer Bank geboren und wuchs in Berlin auf. Er studierte zunächst Landwirtschaft und Germanistik und wechselte dann erst zur Kunstgeschichte, Germanistik und Geschichte in Göttingen. 1956 promovierte Arndt mit Dürers Apokalypse: Versuche zur Interpretation in Göttingen. 
1969 habilitierte er sich mit Studien über die Landschaftszeichnungen von Pieter Bruegel d. Ä. in Göttingen bei Heinz Rudolf Rosemann und wurde dessen Lehrstuhlnachfolger. Arndt war von 1970 bis zu seiner Emeritierung 1994 Professor für Kunstgeschichte an der Universität Göttingen. In seiner Amtszeit gelang es Mitte der 1980er Jahre, das Kunstgeschichtliche Seminar, das zuvor in den Räumen des ehemaligen Chemischen Instituts in der Hospitalstraße untergebracht war, in das traditionsreiche Seminargebäude (Nikolausberger Weg 15) umziehen zu lassen und dort unter ein Dach mit den Fächern der Christlichen Archäologie und der Klassischen Archäologie zu bringen. Auch der Umzug der Universitäts-Kunstsammlung aus einem Provisorium in die repräsentativen Räumlichkeiten des Auditoriumsgebäudes am Weender Tor 1988 ist sein Verdienst.
Karl Arndts wissenschaftliche Interessen reichten von der Altdeutschen und Altniederländischen Malerei bis zur Kunst der Gegenwart. Er war der Verfasser zahlreicher kunstwissenschaftlicher Veröffentlichungen. Als einer der Ersten des Fachs Kunstgeschichte befasste sich Arndt mit der Denkmalskunst des 19. Jahrhunderts und wandte sich vormaligen Randbereichen des Fachs, wie der Buchillustration und der Karikatur, zu. Ein weiterer Verdienst für die Geschichte des Fachs war, dass er „der erste (war), der 1968 den schwierigen Schritt zur Beschäftigung unserer Zunft mit der Architektur des «Dritten Reiches» wagte“. Anlass war seine auf dem 11. Deutschen Kunsthistorikertag 1968 vorgestellte Untersuchung „Die ‚Ehrentempel‘ und das Forum der NSDAP am Königsplatz in München und ihre Position in der jüngeren Geschichte des architektonischen Denkmalgedankens“ (1968). Später kam u. a. seine Studie „Mißbrauchte Geschichte: Der Braunschweiger Dom als politisches Denkmal (1935/1945)“ (1981) hinzu.
1978 wurde er ordentliches Mitglied der Akademie der Wissenschaften zu Göttingen.

## Veröffentlichungen (Auswahl)
- Dürers Apokalypse. Versuche zur Interpretation. Dissertation, Göttingen 1956.
- Gerard Davids „Anbetung der Könige“ nach Hugo van der Goes. Ein Beitrag zur Kopienkritik. In: Münchner Jahrbuch der bildenden Kunst, 3. Folge, 12, 1961, S. 153–175.
- Rogier van der Weyden. Der Columba-Altar. Stuttgart 1962.
- A Grünewald Controversy. In: The Burlington Magazine, 105, 1963, S. 344–351. (englisch)
- Zum Werke des Hugo van der Goes. In: Münchner Jahrbuch der bildenden Kunst, 3. Folge, 15, 1964, S. 63–98.
- Rogier van der Weyden. In: Erich Steingräber (Hrsg.): Meilensteine europäischer Kunst. München 1965, S. 207–254.
- Hugo van der Goes. Der Portinari-Altar. Stuttgart 1965.
- Unbekannte Zeichnungen von Pieter Bruegel d. Ä. In: Pantheon, 24, 1966, S. 207–216.
- Frühe Landschaftszeichnungen von Pieter Bruegel d. Ä. In: Pantheon, 25, 1967, S. 97–104.
- Studien zu Georg Petel. In: Jahrbuch der Berliner Museen, Neue Folge, 9, 1967, S. 165–231.
- Die „Ehrentempel“ und das Forum der NSDAP am Königsplatz in München und ihre Position in der jüngeren Geschichte des architektonischen Denkmalgedankens. In: Kunstchronik, Jg. 21, 1968, Nr. 12, S. 395–398. (Digitalisat)
- Albrecht Dürer 1971. Zur Ausstellung des Germanischen Nationalmuseums in Nürnberg. In: Kunstchronik, Jg. 14, 1971, S. 281–292.
- Dürer als Erzähler. Beobachtungen an einem Blatt der Apokalypse. In: Anzeiger des Germanischen Nationalmuseums, 1971/1972, S. 48–60.
- Pieter Bruegel d. Ä. und die Geschichte der ‚Waldlandschaft‘. In: Jahrbuch der Berliner Museen, Neue Folge, 14, 1972, S. 69–121.
- Chronos als Feind der Kunst. William Hogarth und die barocke Allegorie. In: Nederlands Kunsthistorisch Jaarboek, 23, 1972, S. 329–342.
- Berthold Hinz: Die Malerei des deutschen Faschismus: Kunst und Konterrevolution. München 1974. Rezension, In: Kunstchronik, 28, 1975, S. 362–374.
- Mißbrauchte Geschichte: Der Braunschweiger Dom als politisches Denkmal (1935/1945). In: Niederdeutsche Beiträge zur Kunstgeschichte, Bd. 20, 1981, S. 213–244.
- Der historische ‚Grünewald‘. Anmerkungen zum Forschungsstand. In: Hartmut Boockmann (Hrsg.): Kirche und Gesellschaft im Heiligen Römischen Reich des 15. und 16. Jahrhunderts. Göttingen 1994, S. 116–147.
- Konstellationen: Bode, Tschudi, Friedländer, Winkler. Die Altniederländische Malerei in den Berliner Sammlungen. In: Jahrbuch der Berliner Museen, Neue Folge, 38, 1966, S. 57–71.

### Nachrufe
- Nachruf auf Prof. em. Dr. Karl Arndt (1929–2018), auf uni-goettingen.de
- Klaus Niehr: Nachruf auf Karl Arndt, auf rep.adw-goe.de, abgerufen am 25. Januar 2024
- Thomas Noll: Karl Arndt (1929–2018). Ein Nachruf. In: Göttinger Jahrbuch, Bd. 66, 2018, S. 13–16.
- Lisa Roemer, Michael Thimann: Nachruf auf Karl Arndt (1929–2018), auf arthist.net, abgerufen am 25. Januar 2024
- Prof. em. Dr. Karl Arndt, Traueranzeige auf trauer-anzeigen.de